# Produits agroalimentaires traditionnels du Latium
Les Produits agroalimentaires traditionnels du Latium, reconnus par le ministère des Politiques agricoles, alimentaires et forestières (MIPAAF), sur la proposition du gouvernement de la région de Latium sont présentés dans la liste qui suit. La dernière mise à jour est du 7 juin 2012, date de la dernière révision des PAT (produits agroalimentaires traditionnels).

## Liste des produits
| N°  | Dénomination                                                                                              | Secteur                                                                                               |
| --- | --- | --- |
| 1   | Cioccolata a squajo                                                                                       | Boissons sans alcool, spiritueux et liqueurs                                                          |
| 2   | Liquore di genziana                                                                                       | Boissons sans alcool, spiritueux et liqueurs                                                          |
| 3   | Liquore fragolino                                                                                         | Boissons sans alcool, spiritueux et liqueurs                                                          |
| 4   | Liquore nocino                                                                                            | Boissons sans alcool, spiritueux et liqueurs                                                          |
| 5   | Mistrà | Boissons sans alcool, spiritueux et liqueurs                                                          |
| 6   | Rattafia ciociara                                                                                         | Boissons sans alcool, spiritueux et liqueurs                                                          |
| 7   | Sambuca romana                                                                                            | Boissons sans alcool, spiritueux et liqueurs                                                          |
| 8   | Sambuca viterbese                                                                                         | Boissons sans alcool, spiritueux et liqueurs                                                          |
| 9   | Braciole sott’olio                                                                                        | Viandes (et abats) et leurs préparations                                                              |
| 10  | Buddellucci o viarelli                                                                                    | Viandes (et abats) et leurs préparations                                                              |
| 11  | Capocollo o lonza                                                                                         | Viandes (et abats) et leurs préparations                                                              |
| 12  | Carne di bovino maremmano                                                                                 | Viandes (et abats) et leurs préparations                                                              |
| 13  | Carne di coniglio leprino viterbese                                                                       | Viandes (et abats) et leurs préparations                                                              |
| 14  | Carne di pecora secca                                                                                     | Viandes (et abats) et leurs préparations                                                              |
| 15  | Coppa (viterbese, reatina)                                                                                | Viandes (et abats) et leurs préparations                                                              |
| 16  | Coppiette (di cavallo, suino, bovino)                                                                     | Viandes (et abats) et leurs préparations                                                              |
| 17  | Filetto di Leonessa                                                                                       | Viandes (et abats) et leurs préparations                                                              |
| 18  | Guanciale                                                                                                 | Viandes (et abats) et leurs préparations                                                              |
| 19  | Guanciale amatriciano                                                                                     | Viandes (et abats) et leurs préparations                                                              |
| 20  | Guanciale dei Monti Lepini al maiale nero                                                                 | Viandes (et abats) et leurs préparations                                                              |
| 21  | Lardo (di leonessa, di San Nicola)                                                                        | Viandes (et abats) et leurs préparations                                                              |
| 22  | Lardo del campo di olevano romano                                                                         | Viandes (et abats) et leurs préparations                                                              |
| 23  | Lardo stagionato al maiale nero                                                                           | Viandes (et abats) et leurs préparations                                                              |
| 24  | Lombetto della Sabina e dei Monti della Laga                                                              | Viandes (et abats) et leurs préparations                                                              |
| 25  | Lombetto o lonza                                                                                          | Viandes (et abats) et leurs préparations                                                              |
| 26  | Mortadella romana ( di Amatrice ed Accumuli, viterbese)                                                   | Viandes (et abats) et leurs préparations                                                              |
| 27  | Mortadella di cavallo                                                                                     | Viandes (et abats) et leurs préparations                                                              |
| 28  | Mortadella di manzetta maremmana                                                                          | Viandes (et abats) et leurs préparations                                                              |
| 29  | Omento di maiale (beverelli)                                                                              | Viandes (et abats) et leurs préparations                                                              |
| 30  | Pancetta di suino                                                                                         | Viandes (et abats) et leurs préparations                                                              |
| 31  | Pancetta tesa stagionata alle erbe al maiale nero                                                         | Viandes (et abats) et leurs préparations                                                              |
| 32  | Prosciutto crudo « bauletto »                                                                             | Viandes (et abats) et leurs préparations                                                              |
| 33  | Porchetta (di Viterbo, di Poggio Bustone)                                                                 | Viandes (et abats) et leurs préparations                                                              |
| 34  | Prosciutto (di Guarcino, di Bassiano)                                                                     | Viandes (et abats) et leurs préparations                                                              |
| 35  | Prosciutto cotto al vino ci cori                                                                          | Viandes (et abats) et leurs préparations                                                              |
| 36  | Prosciutto dei Monti Lepini al maiale nero                                                                | Viandes (et abats) et leurs préparations                                                              |
| 37  | Prosciutto di montagna della Tuscia                                                                       | Viandes (et abats) et leurs préparations                                                              |
| 38  | Salame castellino                                                                                         | Viandes (et abats) et leurs préparations                                                              |
| 39  | Salame cotto (salame cotto della Tuscia)                                                                  | Viandes (et abats) et leurs préparations                                                              |
| 40  | Salame paesano                                                                                            | Viandes (et abats) et leurs préparations                                                              |
| 41  | Salamella cicolana                                                                                        | Viandes (et abats) et leurs préparations                                                              |
| 42  | Salamino tuscolano                                                                                        | Viandes (et abats) et leurs préparations                                                              |
| 43  | Saldamirelli                                                                                              | Viandes (et abats) et leurs préparations                                                              |
| 44  | Salsicce (corallina romana, susianella, al coriandolo, paesana)                                           | Viandes (et abats) et leurs préparations                                                              |
| 45  | Salsicce secche di suino (semplici ed aromatiche)                                                         | Viandes (et abats) et leurs préparations                                                              |
| 46  | Salsiccia al coriandolo di Monte San Biagio (fresca, conservata e secca)                                  | Viandes (et abats) et leurs préparations                                                              |
| 47  | Salsiccia dei Monti Lepini al maiale nero                                                                 | Viandes (et abats) et leurs préparations                                                              |
| 48  | Salsiccia di castro dei Volsci                                                                            | Viandes (et abats) et leurs préparations                                                              |
| 49  | Salsiccia di fegato di suino (mazzafegato di Viterbo, paesana da sugo, semplice)                          | Viandes (et abats) et leurs préparations                                                              |
| 51  | Salsiccia paesana al coriandolo dei Monti Aurunci                                                         | Viandes (et abats) et leurs préparations                                                              |
| 52  | Salsiccia sott’olio (allo strutto)                                                                        | Viandes (et abats) et leurs préparations                                                              |
| 53  | Spalla di suino (spalluccia)                                                                              | Viandes (et abats) et leurs préparations                                                              |
| 54  | Tordo matto di Zagarolo                                                                                   | Viandes (et abats) et leurs préparations                                                              |
| 55  | Ventricina olevanese                                                                                      | Viandes (et abats) et leurs préparations                                                              |
| 56  | Vitellina di bufala di Amaseno                                                                            | Viandes (et abats) et leurs préparations                                                              |
| 57  | Vitellone di Itri                                                                                         | Viandes (et abats) et leurs préparations                                                              |
| 58  | Zampetti                                                                                                  | Viandes (et abats) et leurs préparations                                                              |
| 59  | Zauzicchie e salam funnan                                                                                 | Viandes (et abats) et leurs préparations                                                              |
| 60  | zazzicchia di patricia                                                                                    | Condiments                                                                                            |
| 61  | Pasta di olive                                                                                            | Condiments                                                                                            |
| 62  | Pestato di olive di Gaeta                                                                                 | Condiments                                                                                            |
| 63  | Salsa all'amatriciana                                                                                     | Condiments                                                                                            |
| 64  | Salsa balsamica di uva                                                                                    | Condiments                                                                                            |
| 65  | Burrata di bufala                                                                                         | Fromages                                                                                              |
| 58  | Cacio di Genazzano                                                                                        | Fromages                                                                                              |
| 59  | Cacio fiore                                                                                               | Fromages                                                                                              |
| 60  | Cacio magno (semplice e alle erbe)                                                                        | Fromages                                                                                              |
| 61  | Caciocavallo di bufala (semplice e affumicata)                                                            | Fromages                                                                                              |
| 62  | Caciocavallo vaccino (semplice e affumicato)                                                              | Fromages                                                                                              |
| 63  | Cacioricotta di bufala                                                                                    | Fromages                                                                                              |
| 64  | Caciotta dei Monti della Laga                                                                             | Fromages                                                                                              |
| 65  | Caciotta della Sabina (semplice e alle erbe)                                                              | Fromages                                                                                              |
| 66  | Caciotta di bufala (pontina)                                                                              | Fromages                                                                                              |
| 67  | Caciotta di mucca                                                                                         | Fromages                                                                                              |
| 68  | Caciotta di vacca ciociara (semplice ed aromatizzata)                                                     | Fromages                                                                                              |
| 69  | Caciotta genuina romana                                                                                   | Fromages                                                                                              |
| 70  | Caciotta mista ai bronzi                                                                                  | Fromages                                                                                              |
| 71  | Caciotta mista della Tuscia                                                                               | Fromages                                                                                              |
| 72  | Caciotta mista ovi-vaccina del Lazio                                                                      | Fromages                                                                                              |
| 73  | Caciottina di bufala di Amaseno (semplice e aromatizzata)                                                 | Fromages                                                                                              |
| 74  | Ciambella di Morolo                                                                                       | Fromages                                                                                              |
| 75  | Conciato di San Vittore                                                                                   | Fromages                                                                                              |
| 76  | Fromageso e caciotta di pecora sott’olio                                                                  | Fromages                                                                                              |
| 77  | Fromageso di capra                                                                                        | Fromages                                                                                              |
| 78  | Gran cacio di Morolo                                                                                      | Fromages                                                                                              |
| 79  | Marzolino e/o marzolina                                                                                   | Fromages                                                                                              |
| 80  | Pecorino (viterbese, ciociaro, di Picinisco)                                                              | Fromages                                                                                              |
| 81  | Pecorino ai bronzi                                                                                        | Fromages                                                                                              |
| 82  | Pecorino dei Monti della Laga                                                                             | Fromages                                                                                              |
| 83  | Pecorino della Sabina (semplice e alle erbe)                                                              | Fromages                                                                                              |
| 84  | Pecorino di Amatrice                                                                                      | Fromages                                                                                              |
| 85  | Pecorino in grotta del viterbese                                                                          | Fromages                                                                                              |
| 86  | Pressato a mano                                                                                           | Fromages                                                                                              |
| 87  | Provola di bufala (semplice e affumicata)                                                                 | Fromages                                                                                              |
| 88  | Provola di vacca (semplice e affumicata)                                                                  | Fromages                                                                                              |
| 89  | Provolone vaccino                                                                                         | Fromages                                                                                              |
| 90  | Scamorza vaccina (semplice e ripiena)                                                                     | Fromages                                                                                              |
| 91  | Squarquaglione dei Monti Lepini                                                                           | Fromages                                                                                              |
| 92  | Burro di san filippo                                                                                      | Matières grasses (beurre, margarine, huiles)                                                          |
| 93  | Olio monovarietale extra vergine di carboncella                                                           | Matières grasses (beurre, margarine, huiles)                                                          |
| 94  | Olio monovarietale extra vergine di ciera                                                                 | Matières grasses (beurre, margarine, huiles)                                                          |
| 95  | Olio monovarietale extra vergine di itrana                                                                | Matières grasses (beurre, margarine, huiles)                                                          |
| 96  | Olio monovarietale extra vergine di marina                                                                | Matières grasses (beurre, margarine, huiles)                                                          |
| 97  | Olio monovarietale extra vergine di salviana                                                              | Matières grasses (beurre, margarine, huiles)                                                          |
| 98  | Olio monovarietale extra vergine di sirole                                                                | Matières grasses (beurre, margarine, huiles)                                                          |
| 99  | Actinidia                                                                                                 | Produits végétaux à l'état naturel ou transformés                                                     |
| 100 | Aglio rosso di Castelliri                                                                                 | Produits végétaux à l'état naturel ou transformés                                                     |
| 101 | Aglio rosso di Proceno                                                                                    | Produits végétaux à l'état naturel ou transformés                                                     |
| 102 | Arancio biondo di Fondi                                                                                   | Produits végétaux à l'état naturel ou transformés                                                     |
| 103 | Asparago verde di Canino e Montalto di Castro                                                             | Produits végétaux à l'état naturel ou transformés                                                     |
| 104 | Broccoletti sezzesi « sini »                                                                              | Produits végétaux à l'état naturel ou transformés                                                     |
| 105 | Broccoletto di Anguillara                                                                                 | Produits végétaux à l'état naturel ou transformés                                                     |
| 106 | Broccolo romanesco                                                                                        | Produits végétaux à l'état naturel ou transformés                                                     |
| 107 | Carciofini sott’olio                                                                                      | Produits végétaux à l'état naturel ou transformés                                                     |
| 108 | Carciofo di Orte                                                                                          | Produits végétaux à l'état naturel ou transformés                                                     |
| 109 | Carciofo di Sezze                                                                                         | Produits végétaux à l'état naturel ou transformés                                                     |
| 110 | Carciofo di Tarquinia o della Maremma viterbese                                                           | Produits végétaux à l'état naturel ou transformés                                                     |
| 111 | Carote di Viterbo in bagno aromatico                                                                      | Produits végétaux à l'état naturel ou transformés                                                     |
| 112 | Castagna di Terelle                                                                                       | Produits végétaux à l'état naturel ou transformés                                                     |
| 113 | Cece del solco dritto di Valentano                                                                        | Produits végétaux à l'état naturel ou transformés                                                     |
| 114 | Ceci | Produits végétaux à l'état naturel ou transformés                                                     |
| 115 | Cicerchia                                                                                                 | Produits végétaux à l'état naturel ou transformés                                                     |
| 116 | Cicerchia di Campodimele                                                                                  | Produits végétaux à l'état naturel ou transformés                                                     |
| 117 | Cicoria di catalogna frastagliata di Gaeta (puntarelle)                                                   | Produits végétaux à l'état naturel ou transformés                                                     |
| 118 | Ciliegia di Celleno                                                                                       | Produits végétaux à l'état naturel ou transformés                                                     |
| 119 | Ciliegia Ravenna della Sabina                                                                             | Produits végétaux à l'état naturel ou transformés                                                     |
| 120 | Cipolle, peperoni e pere sott’aceto                                                                       | Produits végétaux à l'état naturel ou transformés                                                     |
| 121 | Fagiolina arsolana                                                                                        | Produits végétaux à l'état naturel ou transformés                                                     |
| 122 | Fagiolo a pisello                                                                                         | Produits végétaux à l'état naturel ou transformés                                                     |
| 123 | Fagiolo borbontino                                                                                        | Produits végétaux à l'état naturel ou transformés                                                     |
| 124 | Fagiolo cannellino di Atina                                                                               | Produits végétaux à l'état naturel ou transformés                                                     |
| 125 | Fagiolo cappellette di Vallepietra                                                                        | Produits végétaux à l'état naturel ou transformés                                                     |
| 126 | Fagiolo ciavattone piccolo                                                                                | Produits végétaux à l'état naturel ou transformés                                                     |
| 127 | Fagiolo cioncone                                                                                          | Produits végétaux à l'état naturel ou transformés                                                     |
| 128 | Fagiolo del purgatorio di Gradoli                                                                         | Produits végétaux à l'état naturel ou transformés                                                     |
| 129 | Fagiolo di Sutri                                                                                          | Produits végétaux à l'état naturel ou transformés                                                     |
| 130 | Fagiolo gentile di Labro                                                                                  | Produits végétaux à l'état naturel ou transformés                                                     |
| 131 | Fagiolo giallo                                                                                            | Produits végétaux à l'état naturel ou transformés                                                     |
| 132 | Fagiolo regina di Marano Equo                                                                             | Produits végétaux à l'état naturel ou transformés                                                     |
| 133 | Fagiolo solfarino                                                                                         | Produits végétaux à l'état naturel ou transformés                                                     |
| 134 | Fagiolo verdolino                                                                                         | Produits végétaux à l'état naturel ou transformés                                                     |
| 135 | Fagiolone di Vallepietra                                                                                  | Produits végétaux à l'état naturel ou transformés                                                     |
| 136 | Farina di marroni                                                                                         | Produits végétaux à l'état naturel ou transformés                                                     |
| 137 | Farro | Produits végétaux à l'état naturel ou transformés                                                     |
| 138 | Farro dei Monti Lucretili                                                                                 | Produits végétaux à l'état naturel ou transformés                                                     |
| 139 | Farro del pungolo di Acquapendente                                                                        | Produits végétaux à l'état naturel ou transformés                                                     |
| 140 | Ferlengo o finferlo di Tarquinia                                                                          | Produits végétaux à l'état naturel ou transformés                                                     |
| 141 | Fichi sciroppati con nocciole                                                                             | Produits végétaux à l'état naturel ou transformés                                                     |
| 142 | Fichi secchi di Sonnino                                                                                   | Produits végétaux à l'état naturel ou transformés                                                     |
| 143 | Finocchio della Maremma viterbese                                                                         | Produits végétaux à l'état naturel ou transformés                                                     |
| 144 | Fragola di Terracina                                                                                      | Produits végétaux à l'état naturel ou transformés                                                     |
| 145 | Fragolina di Nemi                                                                                         | Produits végétaux à l'état naturel ou transformés                                                     |
| 146 | Lattuga signorinella di Formia                                                                            | Produits végétaux à l'état naturel ou transformés                                                     |
| 147 | Lenticchia di Onano                                                                                       | Produits végétaux à l'état naturel ou transformés                                                     |
| 148 | Lenticchia di Rascino                                                                                     | Produits végétaux à l'état naturel ou transformés                                                     |
| 149 | Lenticchia di Ventotene                                                                                   | Produits végétaux à l'état naturel ou transformés                                                     |
| 150 | Mais agostinella                                                                                          | Produits végétaux à l'état naturel ou transformés                                                     |
| 151 | Marmellata di agrumi                                                                                      | Produits végétaux à l'état naturel ou transformés                                                     |
| 152 | Marmellata di castagne                                                                                    | Produits végétaux à l'état naturel ou transformés                                                     |
| 153 | Marmellata di mele al mosto cotto                                                                         | Produits végétaux à l'état naturel ou transformés                                                     |
| 154 | Marmellata di uva fragola                                                                                 | Produits végétaux à l'état naturel ou transformés                                                     |
| 155 | Marmellata di viscioli                                                                                    | Produits végétaux à l'état naturel ou transformés                                                     |
| 156 | Marrone (dei Monti Cimini, di Cave)                                                                       | Produits végétaux à l'état naturel ou transformés                                                     |
| 157 | Marrone di Arcinazzo Romano                                                                               | Produits végétaux à l'état naturel ou transformés                                                     |
| 158 | Marrone di Latera                                                                                         | Produits végétaux à l'état naturel ou transformés                                                     |
| 159 | Marrone segnino                                                                                           | Produits végétaux à l'état naturel ou transformés                                                     |
| 160 | Melanzane sott’olio                                                                                       | Produits végétaux à l'état naturel ou transformés                                                     |
| 161 | Mentuccia essiccata                                                                                       | Produits végétaux à l'état naturel ou transformés                                                     |
| 162 | Mosciarella di Capranica Prenestina                                                                       | Produits végétaux à l'état naturel ou transformés                                                     |
| 163 | Nocciola dei Monti Cimini                                                                                 | Produits végétaux à l'état naturel ou transformés                                                     |
| 164 | olive da mensa bianche e nere (di Latina, Frosinone, parte della provincia di Roma)                       | Produits végétaux à l'état naturel ou transformés                                                     |
| 165 | Orzo perlato dell'Alto Lazio                                                                              | Produits végétaux à l'état naturel ou transformés                                                     |
| 166 | Passata di pomodoro da spagnoletta di Gaeta                                                               | Produits végétaux à l'état naturel ou transformés                                                     |
| 167 | Patata dell’Alto Viterbese                                                                                | Produits végétaux à l'état naturel ou transformés                                                     |
| 168 | Patata di Leonessa                                                                                        | Produits végétaux à l'état naturel ou transformés                                                     |
| 169 | Peperone « corno di bue » di Pontecorvo                                                                   | Produits végétaux à l'état naturel ou transformés                                                     |
| 170 | Peperone alla vinaccia                                                                                    | Produits végétaux à l'état naturel ou transformés                                                     |
| 171 | Peperoni secchi                                                                                           | Produits végétaux à l'état naturel ou transformés                                                     |
| 172 | Pere sciroppate al mosto                                                                                  | Produits végétaux à l'état naturel ou transformés                                                     |
| 173 | Pesche o percoche sciroppate                                                                              | Produits végétaux à l'état naturel ou transformés                                                     |
| 174 | Pinolo del litorale laziale                                                                               | Produits végétaux à l'état naturel ou transformés                                                     |
| 175 | Pomodoro corno di toro                                                                                    | Produits végétaux à l'état naturel ou transformés                                                     |
| 176 | Pomodoro scatolone di Bolsena                                                                             | Produits végétaux à l'état naturel ou transformés                                                     |
| 177 | Pomodoro spagnoletta del Golfo di Gaeta e di Formia                                                       | Produits végétaux à l'état naturel ou transformés                                                     |
| 178 | Scorsone o tartufo d'estate                                                                               | Produits végétaux à l'état naturel ou transformés                                                     |
| 179 | Tallo sott'olio dell'aglio rosso di Proceno                                                               | Produits végétaux à l'état naturel ou transformés                                                     |
| 180 | Tartufo di Campoli Appennino                                                                              | Produits végétaux à l'état naturel ou transformés                                                     |
| 181 | Tartufo dei Monti Lepini                                                                                  | Produits végétaux à l'état naturel ou transformés                                                     |
| 182 | Tartufo di Cervara                                                                                        | Produits végétaux à l'état naturel ou transformés                                                     |
| 183 | Tartufo di Saracinesco                                                                                    | Produits végétaux à l'état naturel ou transformés                                                     |
| 184 | Uva da tavola pizzutello di Tivoli                                                                        | Produits végétaux à l'état naturel ou transformés                                                     |
| 185 | Visciolo dei Monti Lepini                                                                                 | Produits végétaux à l'état naturel ou transformés                                                     |
| 186 | Zucchina con il fiore                                                                                     | Produits végétaux à l'état naturel ou transformés                                                     |
| 187 | Amaretti                                                                                                  | Pâtes fraîches et produits de boulangerie, biscuiterie, pâtisserie et confiserie                      |
| 188 | Amaretti casperiani                                                                                       | Pâtes fraîches et produits de boulangerie, biscuiterie, pâtisserie et confiserie                      |
| 189 | Amaretto di Guarcino                                                                                      | Pâtes fraîches et produits de boulangerie, biscuiterie, pâtisserie et confiserie                      |
| 190 | Barachia                                                                                                  | Pâtes fraîches et produits de boulangerie, biscuiterie, pâtisserie et confiserie                      |
| 191 | Bastoni                                                                                                   | Pâtes fraîches et produits de boulangerie, biscuiterie, pâtisserie et confiserie                      |
| 192 | Biscotti                                                                                                  | Pâtes fraîches et produits de boulangerie, biscuiterie, pâtisserie et confiserie                      |
| 193 | Biscotti e ciambelle all'uovo                                                                             | Pâtes fraîches et produits de boulangerie, biscuiterie, pâtisserie et confiserie                      |
| 194 | Biscotti sezzesi                                                                                          | Pâtes fraîches et produits de boulangerie, biscuiterie, pâtisserie et confiserie                      |
| 195 | Biscotto di Sant'Antonio                                                                                  | Pâtes fraîches et produits de boulangerie, biscuiterie, pâtisserie et confiserie                      |
| 196 | Biscotto di Sant'Anselmo                                                                                  | Pâtes fraîches et produits de boulangerie, biscuiterie, pâtisserie et confiserie                      |
| 197 | Bussolani                                                                                                 | Pâtes fraîches et produits de boulangerie, biscuiterie, pâtisserie et confiserie                      |
| 198 | Cacchiarelle                                                                                              | Pâtes fraîches et produits de boulangerie, biscuiterie, pâtisserie et confiserie                      |
| 199 | Caciata di Sezze                                                                                          | Pâtes fraîches et produits de boulangerie, biscuiterie, pâtisserie et confiserie                      |
| 200 | Caciatella di Maenza                                                                                      | Pâtes fraîches et produits de boulangerie, biscuiterie, pâtisserie et confiserie                      |
| 201 | Cacione di Civitella San Paolo                                                                            | Pâtes fraîches et produits de boulangerie, biscuiterie, pâtisserie et confiserie                      |
| 202 | Calzone con verdure                                                                                       | Pâtes fraîches et produits de boulangerie, biscuiterie, pâtisserie et confiserie                      |
| 203 | Casata pontecorvese                                                                                       | Pâtes fraîches et produits de boulangerie, biscuiterie, pâtisserie et confiserie                      |
| 204 | Castagnaccio                                                                                              | Pâtes fraîches et produits de boulangerie, biscuiterie, pâtisserie et confiserie                      |
| 205 | Castagne stampate                                                                                         | Pâtes fraîches et produits de boulangerie, biscuiterie, pâtisserie et confiserie                      |
| 206 | Ciacamarini                                                                                               | Pâtes fraîches et produits de boulangerie, biscuiterie, pâtisserie et confiserie                      |
| 207 | Ciambella a cancello                                                                                      | Pâtes fraîches et produits de boulangerie, biscuiterie, pâtisserie et confiserie                      |
| 208 | Ciambella al mosto                                                                                        | Pâtes fraîches et produits de boulangerie, biscuiterie, pâtisserie et confiserie                      |
| 209 | ciambella all'acqua (ciammella all'acqua) di Maenza                                                       | Pâtes fraîches et produits de boulangerie, biscuiterie, pâtisserie et confiserie                      |
| 210 | Ciambella all'anice di Veroli                                                                             | Pâtes fraîches et produits de boulangerie, biscuiterie, pâtisserie et confiserie                      |
| 211 | Ciambelle al vino                                                                                         | Pâtes fraîches et produits de boulangerie, biscuiterie, pâtisserie et confiserie                      |
| 212 | Ciambelle al vino moscato di Terracina                                                                    | Pâtes fraîches et produits de boulangerie, biscuiterie, pâtisserie et confiserie                      |
| 213 | Ciambelle con l’anice                                                                                     | Pâtes fraîches et produits de boulangerie, biscuiterie, pâtisserie et confiserie                      |
| 214 | Ciambelle da sposa                                                                                        | Pâtes fraîches et produits de boulangerie, biscuiterie, pâtisserie et confiserie                      |
| 215 | Ciambelle del barone                                                                                      | Pâtes fraîches et produits de boulangerie, biscuiterie, pâtisserie et confiserie                      |
| 216 | Ciambelle di magro di Sermoneta                                                                           | Pâtes fraîches et produits de boulangerie, biscuiterie, pâtisserie et confiserie                      |
| 217 | Ciambelle n'cotte                                                                                         | Pâtes fraîches et produits de boulangerie, biscuiterie, pâtisserie et confiserie                      |
| 218 | Ciambelle salate                                                                                          | Pâtes fraîches et produits de boulangerie, biscuiterie, pâtisserie et confiserie                      |
| 219 | Ciambelle scottolate di Priverno (ciambelle col gelo; ciammelle d'acqua)                                  | Pâtes fraîches et produits de boulangerie, biscuiterie, pâtisserie et confiserie                      |
| 220 | Ciambelline                                                                                               | Pâtes fraîches et produits de boulangerie, biscuiterie, pâtisserie et confiserie                      |
| 221 | Ciammella ellenese                                                                                        | Pâtes fraîches et produits de boulangerie, biscuiterie, pâtisserie et confiserie                      |
| 222 | Ciammelle d'ova                                                                                           | Pâtes fraîches et produits de boulangerie, biscuiterie, pâtisserie et confiserie                      |
| 223 | Ciammellono                                                                                               | Pâtes fraîches et produits de boulangerie, biscuiterie, pâtisserie et confiserie                      |
| 224 | Ciriola romana                                                                                            | Pâtes fraîches et produits de boulangerie, biscuiterie, pâtisserie et confiserie                      |
| 225 | Crostate viscioli di Sezze                                                                                | Pâtes fraîches et produits de boulangerie, biscuiterie, pâtisserie et confiserie                      |
| 226 | Crostatino ripieno                                                                                        | Pâtes fraîches et produits de boulangerie, biscuiterie, pâtisserie et confiserie                      |
| 227 | Crustoli de Girgenti                                                                                      | Pâtes fraîches et produits de boulangerie, biscuiterie, pâtisserie et confiserie                      |
| 228 | Cuzzi di Roviano                                                                                          | Pâtes fraîches et produits de boulangerie, biscuiterie, pâtisserie et confiserie                      |
| 229 | Dolce alle fave di San Giuseppe da Leonessa                                                               | Pâtes fraîches et produits de boulangerie, biscuiterie, pâtisserie et confiserie                      |
| 230 | Dolce di patate                                                                                           | Pâtes fraîches et produits de boulangerie, biscuiterie, pâtisserie et confiserie                      |
| 231 | Falia | Pâtes fraîches et produits de boulangerie, biscuiterie, pâtisserie et confiserie                      |
| 232 | Fave dei morti                                                                                            | Pâtes fraîches et produits de boulangerie, biscuiterie, pâtisserie et confiserie                      |
| 233 | Ferratelle                                                                                                | Pâtes fraîches et produits de boulangerie, biscuiterie, pâtisserie et confiserie                      |
| 234 | Fettarelle                                                                                                | Pâtes fraîches et produits de boulangerie, biscuiterie, pâtisserie et confiserie                      |
| 235 | Fettuccine                                                                                                | Pâtes fraîches et produits de boulangerie, biscuiterie, pâtisserie et confiserie                      |
| 236 | Filone sciapo da 1 kg.                                                                                    | Pâtes fraîches et produits de boulangerie, biscuiterie, pâtisserie et confiserie                      |
| 237 | Frascarelli                                                                                               | Pâtes fraîches et produits de boulangerie, biscuiterie, pâtisserie et confiserie                      |
| 238 | Frittelli di riso                                                                                         | Pâtes fraîches et produits de boulangerie, biscuiterie, pâtisserie et confiserie                      |
| 239 | Frittelline di mele di Maenza                                                                             | Pâtes fraîches et produits de boulangerie, biscuiterie, pâtisserie et confiserie                      |
| 240 | Frittellone di Civita Castellana                                                                          | Pâtes fraîches et produits de boulangerie, biscuiterie, pâtisserie et confiserie                      |
| 241 | Giglietto (di Sermoneta, di Priverno, di Palestrina)                                                      | Pâtes fraîches et produits de boulangerie, biscuiterie, pâtisserie et confiserie                      |
| 242 | Gliu panettono di Maenza                                                                                  | Pâtes fraîches et produits de boulangerie, biscuiterie, pâtisserie et confiserie                      |
| 243 | Gnocchetti di polenta                                                                                     | Pâtes fraîches et produits de boulangerie, biscuiterie, pâtisserie et confiserie                      |
| 244 | Gnocchi de lu contadino                                                                                   | Pâtes fraîches et produits de boulangerie, biscuiterie, pâtisserie et confiserie                      |
| 245 | Gnocchi di castagne                                                                                       | Pâtes fraîches et produits de boulangerie, biscuiterie, pâtisserie et confiserie                      |
| 246 | Gnocchi ricci                                                                                             | Pâtes fraîches et produits de boulangerie, biscuiterie, pâtisserie et confiserie                      |
| 247 | I recresciuti di Maenza                                                                                   | Pâtes fraîches et produits de boulangerie, biscuiterie, pâtisserie et confiserie                      |
| 248 | Imbriachelle                                                                                              | Pâtes fraîches et produits de boulangerie, biscuiterie, pâtisserie et confiserie                      |
| 249 | La copeta                                                                                                 | Pâtes fraîches et produits de boulangerie, biscuiterie, pâtisserie et confiserie                      |
| 250 | Lacna stracciata di Norma                                                                                 | Pâtes fraîches et produits de boulangerie, biscuiterie, pâtisserie et confiserie                      |
| 251 | Le crespelle di maenza                                                                                    | Pâtes fraîches et produits de boulangerie, biscuiterie, pâtisserie et confiserie                      |
| 252 | Lu cavalluccio e la puccanella                                                                            | Pâtes fraîches et produits de boulangerie, biscuiterie, pâtisserie et confiserie                      |
| 253 | Maccheroni                                                                                                | Pâtes fraîches et produits de boulangerie, biscuiterie, pâtisserie et confiserie                      |
| 254 | Maccheroni a matassa                                                                                      | Pâtes fraîches et produits de boulangerie, biscuiterie, pâtisserie et confiserie                      |
| 255 | Maltagliati o fregnacce                                                                                   | Pâtes fraîches et produits de boulangerie, biscuiterie, pâtisserie et confiserie                      |
| 256 | Mostaccioli                                                                                               | Pâtes fraîches et produits de boulangerie, biscuiterie, pâtisserie et confiserie                      |
| 257 | Mostarde ponzesi                                                                                          | Pâtes fraîches et produits de boulangerie, biscuiterie, pâtisserie et confiserie                      |
| 258 | Murzelli                                                                                                  | Pâtes fraîches et produits de boulangerie, biscuiterie, pâtisserie et confiserie                      |
| 259 | Murzitti                                                                                                  | Pâtes fraîches et produits de boulangerie, biscuiterie, pâtisserie et confiserie                      |
| 260 | Pacchiarotti                                                                                              | Pâtes fraîches et produits de boulangerie, biscuiterie, pâtisserie et confiserie                      |
| 261 | Pagnottelle di Salatuoro di Sezze                                                                         | Pâtes fraîches et produits de boulangerie, biscuiterie, pâtisserie et confiserie                      |
| 262 | Palombella                                                                                                | Pâtes fraîches et produits de boulangerie, biscuiterie, pâtisserie et confiserie                      |
| 263 | Pane cafone                                                                                               | Pâtes fraîches et produits de boulangerie, biscuiterie, pâtisserie et confiserie                      |
| 264 | Pane casareccio di Lariano                                                                                | Pâtes fraîches et produits de boulangerie, biscuiterie, pâtisserie et confiserie                      |
| 265 | Pane casareccio di Lugnola                                                                                | Pâtes fraîches et produits de boulangerie, biscuiterie, pâtisserie et confiserie                      |
| 266 | Pane casareccio di Montelibretti                                                                          | Pâtes fraîches et produits de boulangerie, biscuiterie, pâtisserie et confiserie                      |
| 267 | Pane con le olive bianche e nere                                                                          | Pâtes fraîches et produits de boulangerie, biscuiterie, pâtisserie et confiserie                      |
| 268 | Pane con le patate (con purea di patate)                                                                  | Pâtes fraîches et produits de boulangerie, biscuiterie, pâtisserie et confiserie                      |
| 269 | Pane di Canale Monterano                                                                                  | Pâtes fraîches et produits de boulangerie, biscuiterie, pâtisserie et confiserie                      |
| 270 | Pane di semola di grano duro (pane nero di Monte Romano, di Allumiere)                                    | Pâtes fraîches et produits de boulangerie, biscuiterie, pâtisserie et confiserie                      |
| 271 | Pane di Veroli                                                                                            | Pâtes fraîches et produits de boulangerie, biscuiterie, pâtisserie et confiserie                      |
| 272 | Pane integrale al forno a legna                                                                           | Pâtes fraîches et produits de boulangerie, biscuiterie, pâtisserie et confiserie                      |
| 273 | Pangiallo                                                                                                 | Pâtes fraîches et produits de boulangerie, biscuiterie, pâtisserie et confiserie                      |
| 274 | Panicella di Sperlonga                                                                                    | Pâtes fraîches et produits de boulangerie, biscuiterie, pâtisserie et confiserie                      |
| 275 | Panini all'olio                                                                                           | Pâtes fraîches et produits de boulangerie, biscuiterie, pâtisserie et confiserie                      |
| 276 | Panpapato                                                                                                 | Pâtes fraîches et produits de boulangerie, biscuiterie, pâtisserie et confiserie                      |
| 277 | Panpepato                                                                                                 | Pâtes fraîches et produits de boulangerie, biscuiterie, pâtisserie et confiserie                      |
| 278 | Pasta di mandorle (pasta de' mandorle) di Maenza, Sezze, Latina                                           | Pâtes fraîches et produits de boulangerie, biscuiterie, pâtisserie et confiserie                      |
| 279 | Pastarelle col cremore                                                                                    | Pâtes fraîches et produits de boulangerie, biscuiterie, pâtisserie et confiserie                      |
| 280 | Paste di viscioli di Sezze                                                                                | Pâtes fraîches et produits de boulangerie, biscuiterie, pâtisserie et confiserie                      |
| 281 | Pezzetti (Sermoneta)                                                                                      | Pâtes fraîches et produits de boulangerie, biscuiterie, pâtisserie et confiserie                      |
| 282 | Pizza (per terra, sfogliata, con farina di mais, somma, rossa, bianca, sotto la brace, con gli sfrizzoli) | Pâtes fraîches et produits de boulangerie, biscuiterie, pâtisserie et confiserie                      |
| 283 | Pizza a gli mattono di Sezze (pizza a gli soio di Sezze)                                                  | Pâtes fraîches et produits de boulangerie, biscuiterie, pâtisserie et confiserie                      |
| 284 | Pizza di Pasqua della Tuscia (dolci o al formaggio)                                                       | Pâtes fraîches et produits de boulangerie, biscuiterie, pâtisserie et confiserie                      |
| 285 | Pizza d'ova                                                                                               | Pâtes fraîches et produits de boulangerie, biscuiterie, pâtisserie et confiserie                      |
| 286 | Pizza fritta                                                                                              | Pâtes fraîches et produits de boulangerie, biscuiterie, pâtisserie et confiserie                      |
| 287 | Pizza grassa                                                                                              | Pâtes fraîches et produits de boulangerie, biscuiterie, pâtisserie et confiserie                      |
| 288 | Pizza sucia                                                                                               | Pâtes fraîches et produits de boulangerie, biscuiterie, pâtisserie et confiserie                      |
| 289 | Pizzicotti (biscotti)                                                                                     | Pâtes fraîches et produits de boulangerie, biscuiterie, pâtisserie et confiserie                      |
| 290 | Pizzicotto (pasta alimentare)                                                                             | Pâtes fraîches et produits de boulangerie, biscuiterie, pâtisserie et confiserie                      |
| 291 | Polentini                                                                                                 | Pâtes fraîches et produits de boulangerie, biscuiterie, pâtisserie et confiserie                      |
| 292 | Pupazza frascatana                                                                                        | Pâtes fraîches et produits de boulangerie, biscuiterie, pâtisserie et confiserie                      |
| 293 | Ravioli con crema di castagne                                                                             | Pâtes fraîches et produits de boulangerie, biscuiterie, pâtisserie et confiserie                      |
| 294 | Ravioli di patate                                                                                         | Pâtes fraîches et produits de boulangerie, biscuiterie, pâtisserie et confiserie                      |
| 295 | Raviolo di San Pancrazio                                                                                  | Pâtes fraîches et produits de boulangerie, biscuiterie, pâtisserie et confiserie                      |
| 296 | Sagne | Pâtes fraîches et produits de boulangerie, biscuiterie, pâtisserie et confiserie                      |
| 297 | Salame del re                                                                                             | Pâtes fraîches et produits de boulangerie, biscuiterie, pâtisserie et confiserie                      |
| 298 | Salavatici di Roviano                                                                                     | Pâtes fraîches et produits de boulangerie, biscuiterie, pâtisserie et confiserie                      |
| 299 | Sciuscella                                                                                                | Pâtes fraîches et produits de boulangerie, biscuiterie, pâtisserie et confiserie                      |
| 300 | Serpentone alle mandorle di Sant'Anatolia                                                                 | Pâtes fraîches et produits de boulangerie, biscuiterie, pâtisserie et confiserie                      |
| 301 | Serpette                                                                                                  | Pâtes fraîches et produits de boulangerie, biscuiterie, pâtisserie et confiserie                      |
| 302 | Serpette di Sermoneta                                                                                     | Pâtes fraîches et produits de boulangerie, biscuiterie, pâtisserie et confiserie                      |
| 303 | Sfusellati                                                                                                | Pâtes fraîches et produits de boulangerie, biscuiterie, pâtisserie et confiserie                      |
| 304 | Spaccaregli di Sezze                                                                                      | Pâtes fraîches et produits de boulangerie, biscuiterie, pâtisserie et confiserie                      |
| 305 | Spumette                                                                                                  | Pâtes fraîches et produits de boulangerie, biscuiterie, pâtisserie et confiserie                      |
| 306 | Strozzapreti                                                                                              | Pâtes fraîches et produits de boulangerie, biscuiterie, pâtisserie et confiserie                      |
| 307 | Struffoli di Sezze e Lenola                                                                               | Pâtes fraîches et produits de boulangerie, biscuiterie, pâtisserie et confiserie                      |
| 308 | Subiachini                                                                                                | Pâtes fraîches et produits de boulangerie, biscuiterie, pâtisserie et confiserie                      |
| 309 | Tagliatelle di castagne                                                                                   | Pâtes fraîches et produits de boulangerie, biscuiterie, pâtisserie et confiserie                      |
| 310 | Taralli                                                                                                   | Pâtes fraîches et produits de boulangerie, biscuiterie, pâtisserie et confiserie                      |
| 311 | Tersitti de Girgenti                                                                                      | Pâtes fraîches et produits de boulangerie, biscuiterie, pâtisserie et confiserie                      |
| 312 | Terzetti                                                                                                  | Pâtes fraîches et produits de boulangerie, biscuiterie, pâtisserie et confiserie                      |
| 313 | Tiella di Gaeta                                                                                           | Pâtes fraîches et produits de boulangerie, biscuiterie, pâtisserie et confiserie                      |
| 314 | Tisichelle viterbesi                                                                                      | Pâtes fraîches et produits de boulangerie, biscuiterie, pâtisserie et confiserie                      |
| 315 | Torroncino di Alvito                                                                                      | Pâtes fraîches et produits de boulangerie, biscuiterie, pâtisserie et confiserie                      |
| 316 | Torta di ricotta di Sermoneta                                                                             | Pâtes fraîches et produits de boulangerie, biscuiterie, pâtisserie et confiserie                      |
| 317 | Torta pasquale (tortano di pasqua, torteno 1 e 2)                                                         | Pâtes fraîches et produits de boulangerie, biscuiterie, pâtisserie et confiserie                      |
| 318 | Torta pasqualina                                                                                          | Pâtes fraîches et produits de boulangerie, biscuiterie, pâtisserie et confiserie                      |
| 319 | Torteri di Lenola                                                                                         | Pâtes fraîches et produits de boulangerie, biscuiterie, pâtisserie et confiserie                      |
| 320 | Tortolo di Pasqua                                                                                         | Pâtes fraîches et produits de boulangerie, biscuiterie, pâtisserie et confiserie                      |
| 321 | Tortolo di Sezze                                                                                          | Pâtes fraîches et produits de boulangerie, biscuiterie, pâtisserie et confiserie                      |
| 322 | Tozzetti (di Viterbo)                                                                                     | Pâtes fraîches et produits de boulangerie, biscuiterie, pâtisserie et confiserie                      |
| 323 | Tozzetti di pasta frolla                                                                                  | Pâtes fraîches et produits de boulangerie, biscuiterie, pâtisserie et confiserie                      |
| 324 | Treccia all'anice di Civitella San Paolo                                                                  | Pâtes fraîches et produits de boulangerie, biscuiterie, pâtisserie et confiserie                      |
| 325 | Tusichelle                                                                                                | Pâtes fraîches et produits de boulangerie, biscuiterie, pâtisserie et confiserie                      |
| 326 | Zaoiardi di Anagni                                                                                        | Pâtes fraîches et produits de boulangerie, biscuiterie, pâtisserie et confiserie                      |
| 327 | Zippole                                                                                                   | Pâtes fraîches et produits de boulangerie, biscuiterie, pâtisserie et confiserie                      |
| 328 | Alici marinate                                                                                            | Préparations de poissons, mollusques, crustacés, et techniques particulières d'élevage de ces espèces |
| 329 | Alici sotto sale del Golfo di Gaeta                                                                       | Préparations de poissons, mollusques, crustacés, et techniques particulières d'élevage de ces espèces |
| 330 | Anguilla del Lago di Bolsena                                                                              | Préparations de poissons, mollusques, crustacés, et techniques particulières d'élevage de ces espèces |
| 331 | Calamita del Lago di Fondi                                                                                | Préparations de poissons, mollusques, crustacés, et techniques particulières d'élevage de ces espèces |
| 332 | Coregone (del Lago di Bolsena, del Lago di Bracciano)                                                     | Préparations de poissons, mollusques, crustacés, et techniques particulières d'élevage de ces espèces |
| 333 | Lattarino del Lago di Bracciano                                                                           | Préparations de poissons, mollusques, crustacés, et techniques particulières d'élevage de ces espèces |
| 334 | Burrell’ (scamorza con burro all’interno)                                                                 | Produits d'origine animale (miel, produits laitiers, à l'exclusion du beurre)                         |
| 335 | Fiordilatte                                                                                               | Produits d'origine animale (miel, produits laitiers, à l'exclusion du beurre)                         |
| 336 | Miele del Monte Rufeno                                                                                    | Produits d'origine animale (miel, produits laitiers, à l'exclusion du beurre)                         |
| 337 | Miele monoflora di eucalipto della Pianura Pontina                                                        | Produits d'origine animale (miel, produits laitiers, à l'exclusion du beurre)                         |
| 338 | Ricotta di bufala (affumicata, infornata, salata)                                                         | Produits d'origine animale (miel, produits laitiers, à l'exclusion du beurre)                         |
| 339 | Ricotta di pecora e di capra dei Monti Lepini                                                             | Produits d'origine animale (miel, produits laitiers, à l'exclusion du beurre)                         |
| 340 | Ricotta secca                                                                                             | Produits d'origine animale (miel, produits laitiers, à l'exclusion du beurre)                         |
| 341 | Ricotta viterbese                                                                                         | Produits d'origine animale (miel, produits laitiers, à l'exclusion du beurre)                         |